# Disclosure: Hollywoods Bild von Transgender
Disclosure: Hollywoods Bild von Transgender (im Original Disclosure: Trans Lives on Screen; vom englischen „disclosure“ für Enthüllung, Offenbarung) ist ein US-amerikanischer Dokumentarfilm von Sam Feder aus dem Jahr 2020 über die Darstellung von trans Personen in Hollywood-Filmen und -Fernsehserien sowie deren Einfluss auf die Vorstellungen von Menschen über Transgeschlechtlichkeit. Dazu kommen trans Personen aus dem Filmbereich wie Schauspieler, Produzenten und Regisseure zu Wort.
Die Dokumentation erschien am 19. Juni 2020 bei Netflix.

## Inhalt
In der Dokumentation besprechen bekannte trans Personen aus Hollywood die Darstellung und Wahrnehmung von trans Personen in Filmen und Fernsehserien entlang der Filmgeschichte ausgehend von Stummfilmen wie Judith von Bethulien und A Florida Enchantment bis hin zur Gegenwart mit Serien wie Pose. Dazu werden die Gäste im Interview sowie Clips aus den erwähnten Titeln gezeigt. Dabei geht es nicht nur um Rollen, die explizit als trans beschrieben werden, sondern auch um Cross-Dressing (meistens Männer in Kleidern) und geschlechts-nonkonforme Rollen. Anhand den Erfahrungen schwarzer trans Personen wird häufig auch die Intersektionalität zwischen Geschlechtsidentität und Hautfarbe besprochen, etwa am Prozess des „Black Erasure“, Unsichtbarmachen Schwarzer, durch Whitewashing.
„Laut einer Studie von GLAAD kennen 80% der Amerikaner keinen "Transgender-Menschen" persönlich. Also beziehen die meisten Amerikaner ihre Infos über "Transgender-Menschen" und über unser Leben aus den Medien.“ (Zitat aus dem Film) So präge Hollywood das Bild und die Vorstellungen über Transgeschlechtlichkeit, was sowohl für trans Personen als auch für die, die nicht selbst trans sind, gelte. Diesen bringe Hollywood bei, wie sie sich trans Personen vorzustellen haben und auf sie zu reagieren haben: einmal als albern beziehungsweise mit Lachen bei der Darstellung als Witz in Comedyshows und Sitcoms (zum Beispiel die Figur Edie Stokes in Die Jeffersons) und indem männliche Comedians sich als Frauen verkleiden (Mrs. Doubtfire, Tootsie); weiter mit Angst, indem in Horrorfilmen Psychopathen und Mörder entsprechend dargestellt werden (Dressed to Kill, Psycho, Buffalo Bill in Das Schweigen der Lämmer); schließlich mit Abscheu und Ekel, was in Filmen durch das Motiv gezeigt wurde, dass eine Figur sich erbricht, wenn sie die Genitalien einer trans Person sieht (The Crying Game, Ace Ventura). Vermittelt werde auch die Idee eines „Disclosure“, Enthüllung, dass trans Personen lügen würden und ein Geheimnis hätten, nach dessen Offenlegung und Entdeckung das Umfeld sich verraten und betrogen fühle.
Trans Personen wiederum wenden sich an die Bilder in Medien, um sich mit ihnen zu identifizieren und darin wiederzufinden, wie sie sich selbst wahrnehmen. Beispiele für transmännliche Repräsentation sind die Figur Max in The L Word, die Identifikation mit Tomboys wie in Lass mich mal ran!, Frauenrollen und die Film-Biografie Boys Don’t Cry über einen ermordeten trans Mann, gespielt von Hilary Swank. Beklagt wird aber ein deutlicher Mangel an Repräsentation an trans Männern, im Gegensatz dazu trans Frauen, häufig hyperfeminisiert, deutlich häufiger gezeigt werden. Nach einer Studie sei der häufigste Beruf, den transweibliche Rollen haben, die Sexarbeit; in Polizeiserien wurden sie besetzt als Todesopfer und in Krankenhausserien als Patientinnen, die etwa aufgrund ihrer Hormone krank wurden. Kritisiert wird, dass besonders reale trans Frauen als Rollen häufig von bekannten männlichen Stars gespielt werden, die dafür ausgezeichnet werden (Hundstage, Jared Leto in Dallas Buyers Club, Eddie Redmayne in The Danish Girl), was den Eindruck erwecke, trans Frauen seien Männer, die sich durch Kleider, Perücke und Makeup verkleiden.
Als positive Repräsentationen, mit denen sie sich identifiziert haben, nennen die Interviewpartner etwa Yentl, Hairspray, Mein Leben in Rosarot und die Figur Bugs Bunny in What’s Opera, Doc?.
Die mediale Betrachtung realer trans Personen ihrer Gegenwart habe mit Christine Jorgensen begonnen, die als erste Karriere mit dem Trans-Sein machte; trans Frauen wurden daraufhin Gäste in Talkshows, denen vor allem sensationalistische Fragen zu OPs und ihren Genitalien gestellt wurden. Durch Dokumentationen wie The Queen und Paris Is Burning wurden Dragqueens und die Ball Culture dem Publikum präsentiert, aber dann auch von Madonna mit dem Lied Vogue sich zu Eigen gemacht. In der Gegenwart des 21. Jahrhunderts gelangten trans Personen – zum Teil sind die hierbei Besprochenen auch Interviewpartner des Films – in die Primetime und werden gefeiert, wie Candis Cayne in Dirty Sexy Money, Laverne Cox in Orange Is the New Black, Jamie Clayton in Sense8, schließlich Pose; dazu kommen Reality-Dokus um Stars wie Becoming Chaz und I Am Cait mit aufklärendem Charakter. So endet der Film positiv mit dem Fortschritt und Wandel in der Repräsentation, dem Umgang und Verständnis von trans Personen durch die Medien, aber trotzdem gebe es immer noch viel zu tun und die Arbeit sei noch nicht vorbei.

## Besetzung
| Person              | Tätigkeit (im Film angegeben)                     |
| ------------------- | ------------------------------------------------- |
| Laverne Cox         | Schauspielerin                                    |
| Bianca Leigh        | Schauspielerin, Autorin                           |
| Jen Richards        | Schauspielerin, Autorin                           |
| Alexandra Billings  | Schauspielerin, Erzieherin                        |
| Susan Stryker       | Historikerin                                      |
| Yance Ford          | Filmemacher                                       |
| Lilly Wachowski     | Filmemacherin                                     |
| Brian Michael Smith | Schauspieler                                      |
| Tiq Milan           | Medienschöpfer, Autor                             |
| Nick Adams          | GLAAD-Direktor für Trans-Medien & -Repräsentation |
| Rain Valdez         | Schauspielerin, Produzentin                       |
| Zeke Smith          | Autor                                             |
| Elliot Fletcher     | Schauspieler                                      |
| Leo Sheng           | Schauspieler, Aktivist                            |
| Marquise Vilsón     | Schauspieler                                      |
| Jazzmun             | Schauspielerin                                    |
| Trace Lysette       | Schauspielerin, Produzentin                       |
| Alexandra Grey      | Schauspielerin, Sängerin                          |
| Candis Cayne        | Schauspielerin                                    |
| Jamie Clayton       | Schauspielerin                                    |
| Michael D. Cohen    | Schauspieler, Autor, Schauspielcoach              |
| Mickey R. Mahoney   | Erzieher, Filmemacher                             |
| Ser Anzoategui      | Schauspieler                                      |
| Zackary Drucker     | Künstlerin, Produzentin                           |
| MJ Rodriguez        | Sängerin, Schauspielerin                          |
| Sandra Caldwell     | Schauspielerin, Autorin                           |
| Chaz Bono           | Schauspieler                                      |
| Tre’Vell Anderson   | Journalist, Filmkritiker                          |
| Angelica Ross       | Schauspielerin, Unternehmerin                     |
| Chase Strangio      | Anwalt bei ACLU                                   |

## Produktion
Der Film stammt von Sam Feder, der die Regie führte sowie gemeinsam mit Amy Scholder die Produktion übernahm. Feder war von The Celluloid Closet – Gefangen in der Traumfabrik, einer Dokumentation über Homosexualität in Filmen, inspiriert; ein ähnlich detaillierter Abriss zum Thema Transgeschlechtlichkeit habe bislang gefehlt: „Ich wollte trans und nicht-trans Menschen gleichermaßen mehr Kontext an die Hand geben, um die öffentlichen Veränderungen in unserer Kultur zu verstehen und zu begreifen, wie wir überhaupt so weit gekommen sind.“
Schauspielerin Laverne Cox war als Executive Producer beteiligt sowie eine der zahlreichen Interviewpartner, welche alle auch als Creative Consultants zu einer „kollektiven Erinnerung“ beitrugen. Über Jahre sammelte Feder in seiner Recherche mit Ergänzungen durch Cox um die 600 Film- und 700 Serientitel. Editorin Stacy Goldate traf die Wahl zwischen einer chronologischen und einer thematischen Anordnung, wobei nach Feder auch die Erfahrungen der Interviewpartner relevant war, damit die Geschichte dem „Fluss organischer Erinnerung“ folge. Für die Produktion wurden über 150 trans Personen beschäftigt; wo dies nicht möglich war, wurde eine von dem Produktionsmitglied angelernt.

## Veröffentlichung
Der Film hatte Premiere beim Sundance Film Festival 2020 im Januar. Netflix erwarb im Mai die globalen Rechte und veröffentlichte den Film am 19. Juni 2020.

## Rezensionen
Für queer.de schreibt Patrick Heidmann: „Was diesen Film so besonders macht, ist die stets klare und präzise und selbst in der Bitterkeit der Befunde warmherzige Analyse durch die von Feder befragten Personen. […] Wie eloquent, einfühlsam und nachvollziehbar sie nicht nur die einzelnen Werke, sondern auch die sich darüber öffnenden, komplexen Themenfelder besprechen, ist so beeindruckend wie lehrreich. […] die vielen klugen Stimmen in „Disclosure“ geben so tiefe und persönliche Einblicke, dass man danach klüger ist, mehr verstanden hat und mit anderen Augen sieht. Egal wie aufgeklärt, modern und queer man vorher schon war.“
Hannah Pilarczyk vom Spiegel findet, die kluge Doku greife schwierige Debatten auf und überführe sie mit souveräner Hand in das Feld, von dem aus der Themenkomplex des Trans-Seins in den vergangenen Jahren so massiv ins kollektive Bewusstsein vorgedrungen ist: dem US-amerikanischen Film- und Fernsehgeschäft. Sie lobt, dass der Film sich nur in Ausnahmefällen auf eine Seite schlage und konträre Positionen behutsam nebeneinander stehen lassen. Diese kluge Zurückhaltung ermögliche es, auch an anderen Stellen Widersprüchlichkeiten zur Kenntnis zu nehmen und im besten Fall auszuhalten.

## Auszeichnung/Nominierungen
- IDA Documentary Awards 2021: Bester Schnitt für Stacy Goldate – Nominierung[6]
- IFJA Awards 2020: Beste Dokumentation – Nominierung
- GLAAD Media Awards 2021: Herausragende Dokumentation – Auszeichnung